# Phlebiella
Phlebiella P. Karst. (żylaczka) – rodzaj grzybów z rzędu gołąbkowców (Russulales). W Polsce występuje jeden gatunek.

## Systematyka i nazewnictwo
Pozycja w klasyfikacji według Index Fungorum: Xenasmataceae, Russulales, Incertae sedis, Agaricomycetes, Agaricomycotina, Basidiomycota, Fungi.
Polską nazwę nadał Władysław Wojewoda w 1999 r. W polskim piśmiennictwie mykologicznym należące do tego rodzaju gatunki opisywane były także jako pleśniak lub nalotek.
Gatunki:
- Phlebiella ailaoshanensis C.L. Zhao 2019
- Phlebiella argilodes (Bourdot & Galzin) Bondartsev & Singer 1953[3]
- Phlebiella nasti Boidin & Gilles 1989[3]
- Phlebiella sulphurea (Pers.) Ginns & M.N.L. Lefebvre 1993 – żylaczka żółtobrązowa

Nazwy naukowe na podstawie Index Fungorum. Nazwy polskie według Władysława Wojewody.